# Goygol (město)
Goygol (do roku 1931 Helenendorf, v letech 1931–1938 Jelenino, v letech 1938–2008 Chanlar) je město a správní středisko goygolského rajónu v severozápadním Ázerbájdžánu. Nachází se 10 km jižně od Gjandži. V roce 2010 zde žilo asi 37 200 obyvatel.

## Zeměpis

### Umístění
Goygol se nachází v severozápadním Ázerbájdžánu 10 km na jih od Gjandži (druhého největšího ázerbájdžánského města) na úpatí hory Murovdag v povodí řeky Kura. Městem protéká řeka Gjandža.

### Podnebí
Goygol má vlhké subtropické klima. Nejteplejším měsícem je červenec s průměrnou teplotou 24,2 °C. Leden je nejchladnějším měsícem roku s průměrnou teplotou 1,1 °C. Nejdeštivějším měsícem je květem s průměrem srážek 69 mm.

## Dějiny města

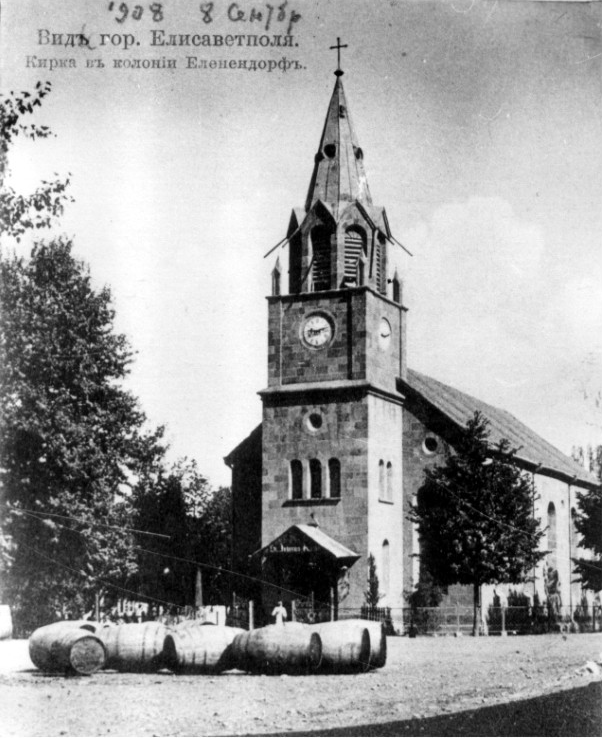
Německý luteránský kostel 1908

### Předněmecká historie města
Na území současného Goygolu existovala osada přinejmenším již v 10. století. V 90. letech 20. století byl při archeologických vykopávkách nalezen rozsáhlý hřbitov s mnoha bronzovými zbraněmi (sekery, meče, dýky), šperky (prsteny, náramky a náhrdelníky) a hliněnými černými miskami s výraznými geometrickými vzory. Tyto vykopávky jsou nyní k vidění v místním muzeu.
Za časů Zlaté Hordy a Timúrovské říše zde existovalo tatarské město Chanachlar. V roce 1795 byl Chanachlar dobyt Kadžárovci. V roce 1804 bylo během ruské okupace město vylidněno a opuštěno.

### Založení Helenendorfu
10. května 1817 car Alexandr I. schválil přesídlení 700 švábských rodin na Kavkaz. Německé město Ulm bylo určeno jako sběrné místo, odkud byli osadníci posíláni na lodích po Dunaji do Izmajilu na Ukrajině. První osadníci z této skupiny byly přivedeni do německých černomořských kolonií jako byly Peterstal, Josefstal, Karstal a další, které na Ukrajině existovaly již v zimě roku 1817.
Zakládající němečtí osadníci dorazili na Kavkaz v doprovodu kozáků v srpnu 1818. Z původních 700 švábských rodin, které opustily Ulm, dorazilo na Kavkaz jen asi 400 rodin. Někteří emigranti zemřeli na nemoci po cestě, jiní se rozhodli usadit na březích Černého moře.
Osadníci dorazili v zimě roku 1818, byli nuceni přezimovat v Jelizavetpoli. Na jaře roku 1819 ruští vládní úředníci vybrali místo pro založení Helenendorfu – na místě bývalé tatarské osady, kde mimo napůl zahrabaného kanálu a jam v zemi nic nepřipomínalo původní osídlení. Pozemky pro dvory byly rozmístěny do dvou ulic. Zakladateli osady Helenendorf bylo 127 švábských rodin (tedy cca 600 osob), které pocházely hlavně z Reutlingenu pod vedením Gottlieba Kocha, Herzoga Shimana, Jacoba Krause a Johannese Wuchrera.
Zpočátku osadníci žili v zemnicích. Prvních několik let bylo velmi obtížných a nebezpečných. První zimu přežilo jen 118 rodin. Během rusko-perské války v letech 1826–28 museli Němci dvakrát uprchnout do Jelizavetpolu před postupujícími Peršany. Při obou útocích byl Helenendorf zcela vypálen a osadníci museli začínat zase od nuly. V letech 1829-30 byla úmrtnost na nemoci (včetně moru a cholery) dvakrát vyšší jak porodnost. Až ve 30. letech se osadníkům podařilo uklidnit svůj život a žít relativně dobře.
V roce 1843 žilo v Helenendorfu 609 lidí, v roce 1926 to bylo již 2157. Osadníci z Helenendorfu také založili další dvě prosperující kolonie – Georgsefld (936 obyvatel v roce 1926) a Traubenfeld (393 obyvatel v roce 1926).

### Dějiny Helenendorfu do druhé světové války
Helenendorf se stal jednou z nejdůležitějších osad kavkazských Němců. Pouhých 20 let od založení měla vesnice osm obuvníků, čtyři krejčí, osm kovářů, čtyři tesaře a několik obchodů z vozy. Další rozvoj města začal po roce 1860 se založením vinic a vinařství. Helenendorf byla první vesnicí na celém Kavkaze, která měla v roce 1912 elektřinu a v roce 1916 fungující telefonní síť. V roce 1908 žilo v Helenendorfu 2384 Němců, 400 Rusů (většinou kozáků), 366 Arménů, 300 Peršanů (většinou sezónní dělníci na vinicích), 40 Lezgínů, 30 Gruzínců a 5 Ázerbjadžánců.
Jména Christophera Vohrera a bratří Hummelových jsou spojena se založením vinařství (ale také s výrobou koňaku a vodky) v Ázerbájdžánu. Před první světovou válkou uskutečnily firmy Vohrer a Hummel z Helenendorfu s obratem 12,3 milionu litrů vína 56 % z prodeje vína z Ázerbájdžánu a měly pobočky svých vinoték po celém Rusku. V roce 1920 vzniklo v Helenendorfu vinařské družstvo "Konkordija" s částmi základního majetku rodinných podniků Vohrer, Hummel, Beck a jiných starých německých vinařů.
Se zřízením Ázerbájdžánské demokratické republiky (ADR) v květnu 1918 byla vytvořena "Zakavkazská německá rada", která se rovněž zabývala zájmy Němců v Gruzii. Wilhelm Hurr, Gottlieb Hummel a Lorenz Kunh z Helenendorfu zastupovali zájmy německého obyvatelstva v ázerbájdžánském parlamentu.
Se vznikem Ázerbájdžánské SSR začalo systematické vyvlastňování vesnické komunity. Kvůli jejich rostoucí prosperitě byli Němci bolševiky označováni jako kulaci. Německý majetek a prosperitu nejvíce záviděli arménští sousedi ve vesnici, kteří se svolením NKVD vedli teror a zastrašování helenendorských Němců. V roce 1926 došlo k vykonstruovanému soudnímu procesu proti Gottliebovi Hummelovi, Heinrichovi Vohrerovi a Fritzovi Reitbachovi, významným členům vinařského družstva Konkordija, kteří byli obviněni z kontrarevolučních a nacionalistických aktivit. Výsledkem bylo, že někteří z důležitých měšťanů utekli do Kazachstánu, jejich majetek byl zestátněn. V roce 1935 byla firma Konkordija definitivně rozbita a zestátněna. Majitelé byli opět obviněni ze špionáže a násilně deportováni do Karélie.
V roce 1931 bylo nařízeno přejmenovat Helenendorf, aby jméno nepřipomínalo německý původ svých zakladatelů. Nově se vesnice jmenovala Jelenino. Nové jméno sovětským úřadům zase připadalo příliš carské, protože odkazovalo na jednu z dcer cara, proto v roce 1938 došlo k přejmenování na Chanlar, na počest ázerbájdžánského revolucionáře Chanlara Safaralieva.
V říjnu 1941 bylo z Helenendorfu vystěhováno 2675 Němců do Střední Asie na příkaz Stalina, který se obával o jejich loajalitu během druhé světové války.  Většina německých obyvatel se už do města nevrátila, jejich domy byly předány Arménům, kteří sem byli přestěhováváni po druhé světové válce z Arménie a Íránu.

## Obyvatelstvo
V současnosti žijí ve městě prakticky jen Ázerbájdžánci. První Ázerbájdžánci se ve městě začali usazovat až od roku 1915, kdy sem přicházeli především z Turecka a Íránu. Poslední potomek kavkazských Němců zemřel ve městě v roce 2007.

## Hospodářství
Ve městě a v okolí jsou i dnes především vinice a závody na zpracování vinných hroznů.

## Galerie

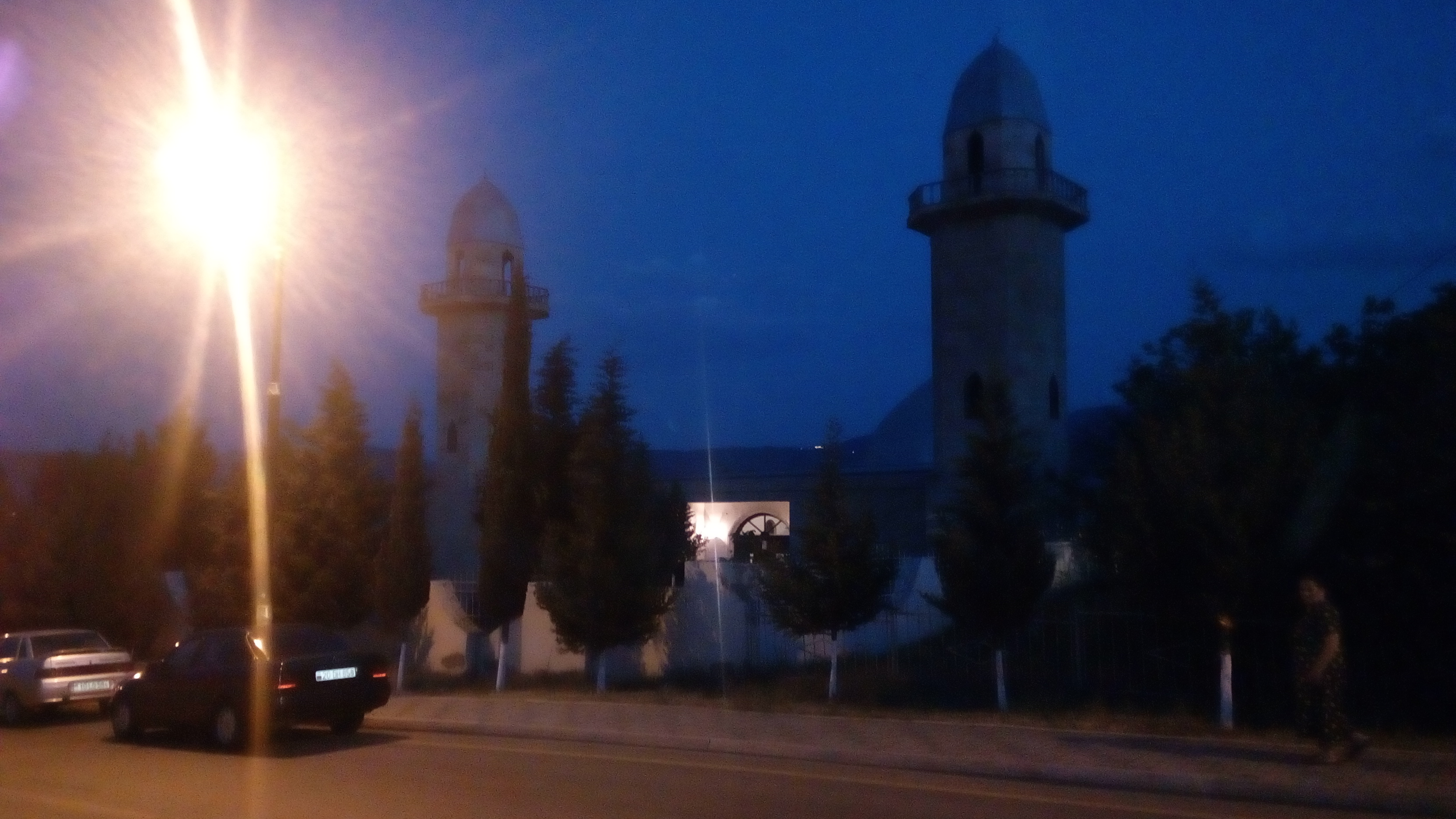
Heydarova mešita v noci (2017)
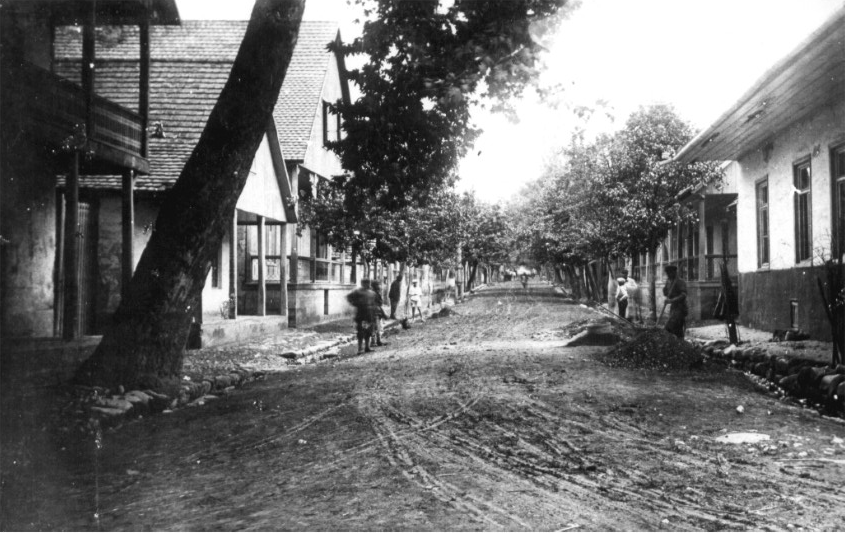
Ulice Helenendorfu počátkem 20. století
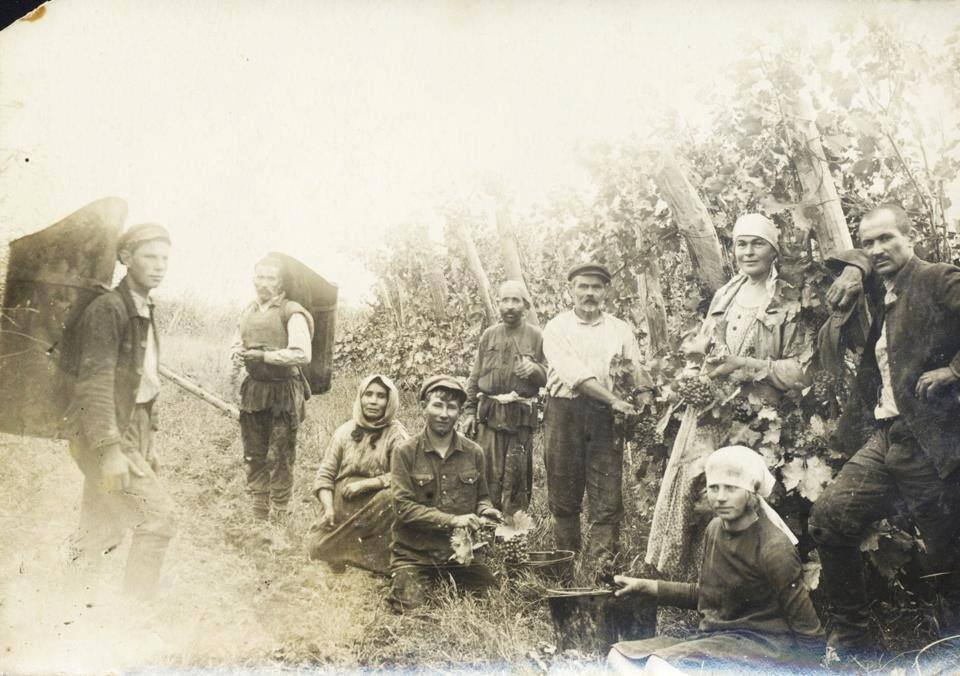
Sklizeň vína na počátku 20. století
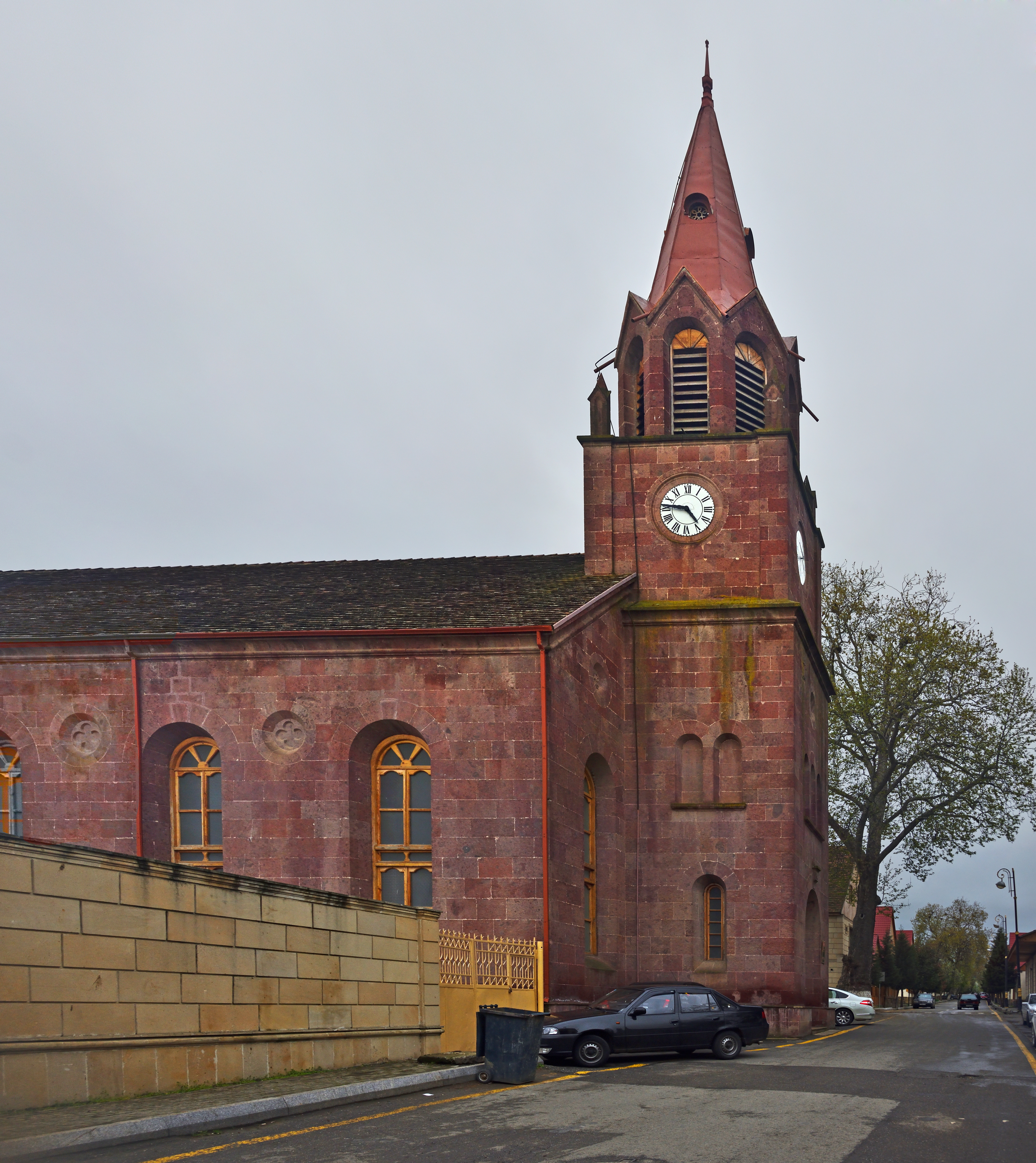
Luteránský kostel v Goygolu (2019)
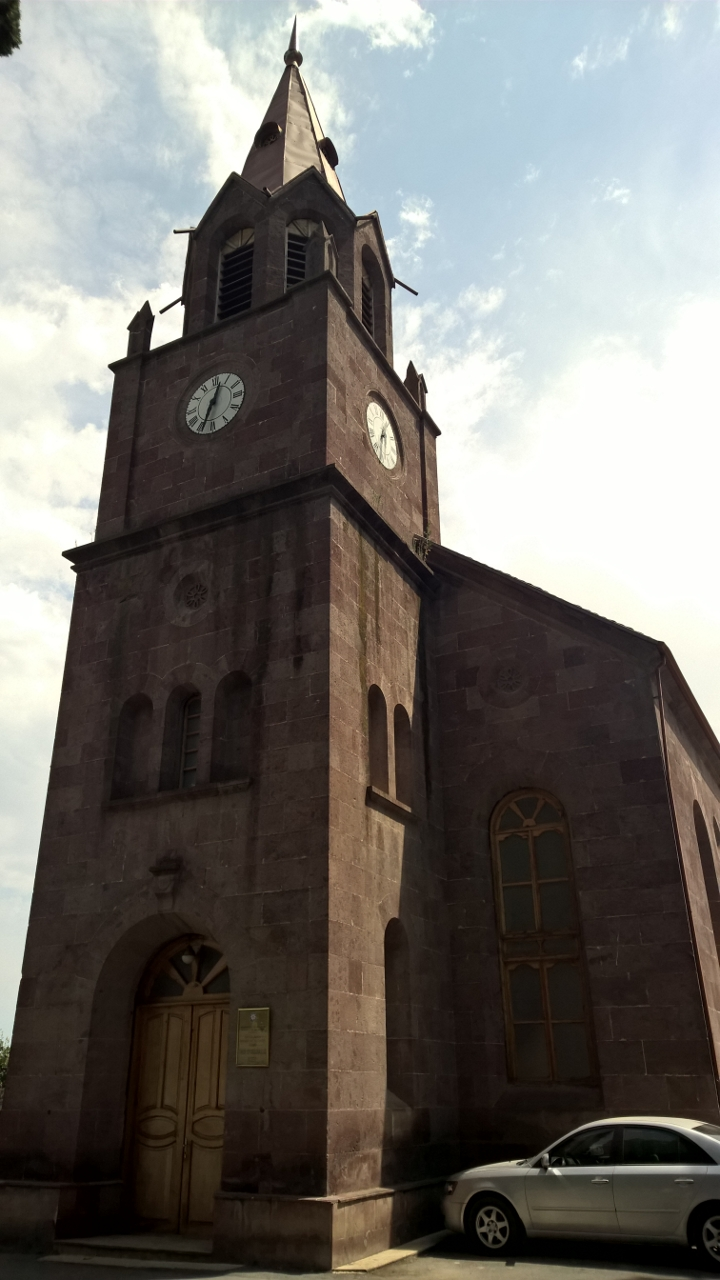
Luteránský kostel v Goygolu (2016)
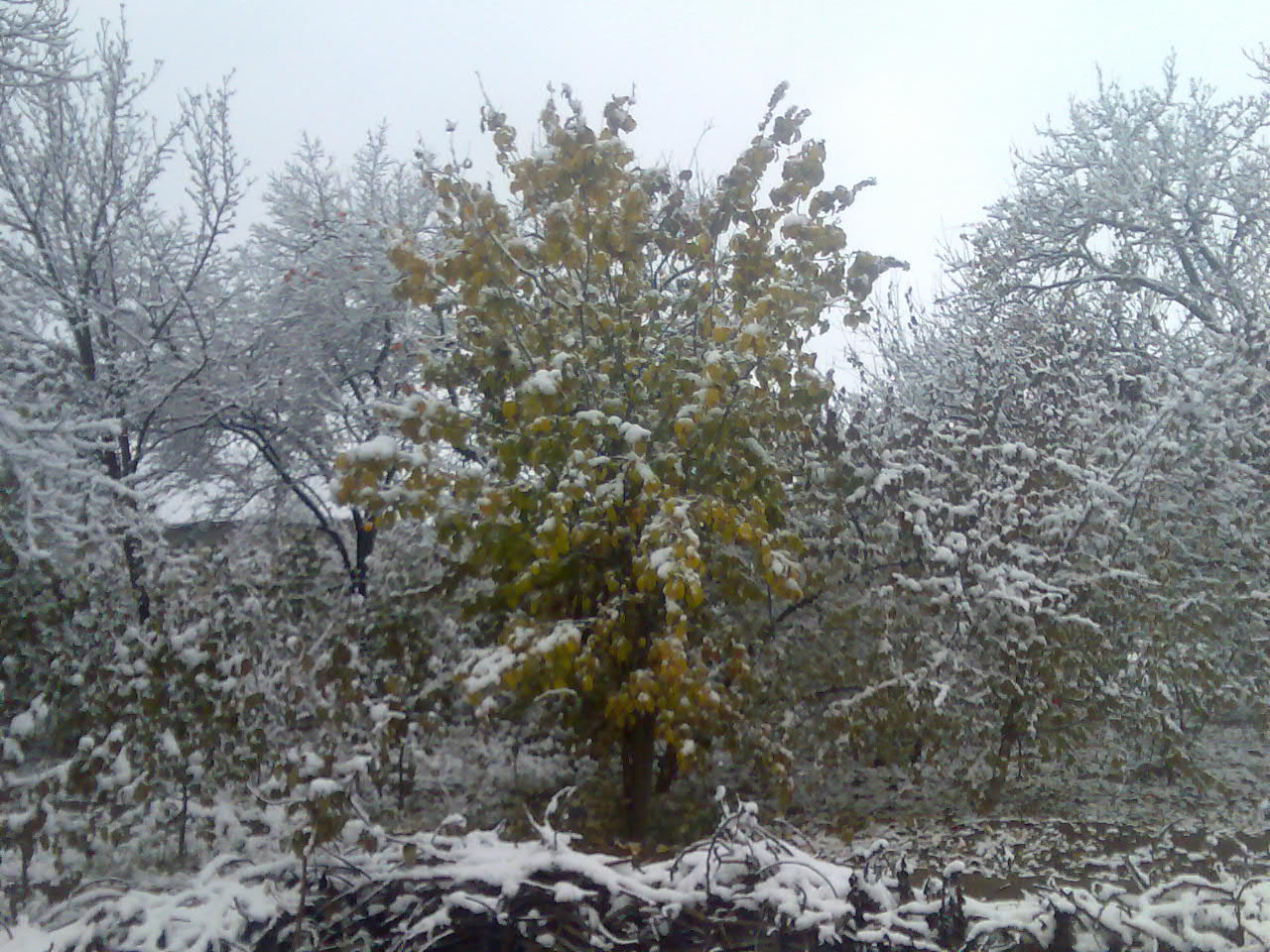
Zima v Goygolu (2011)
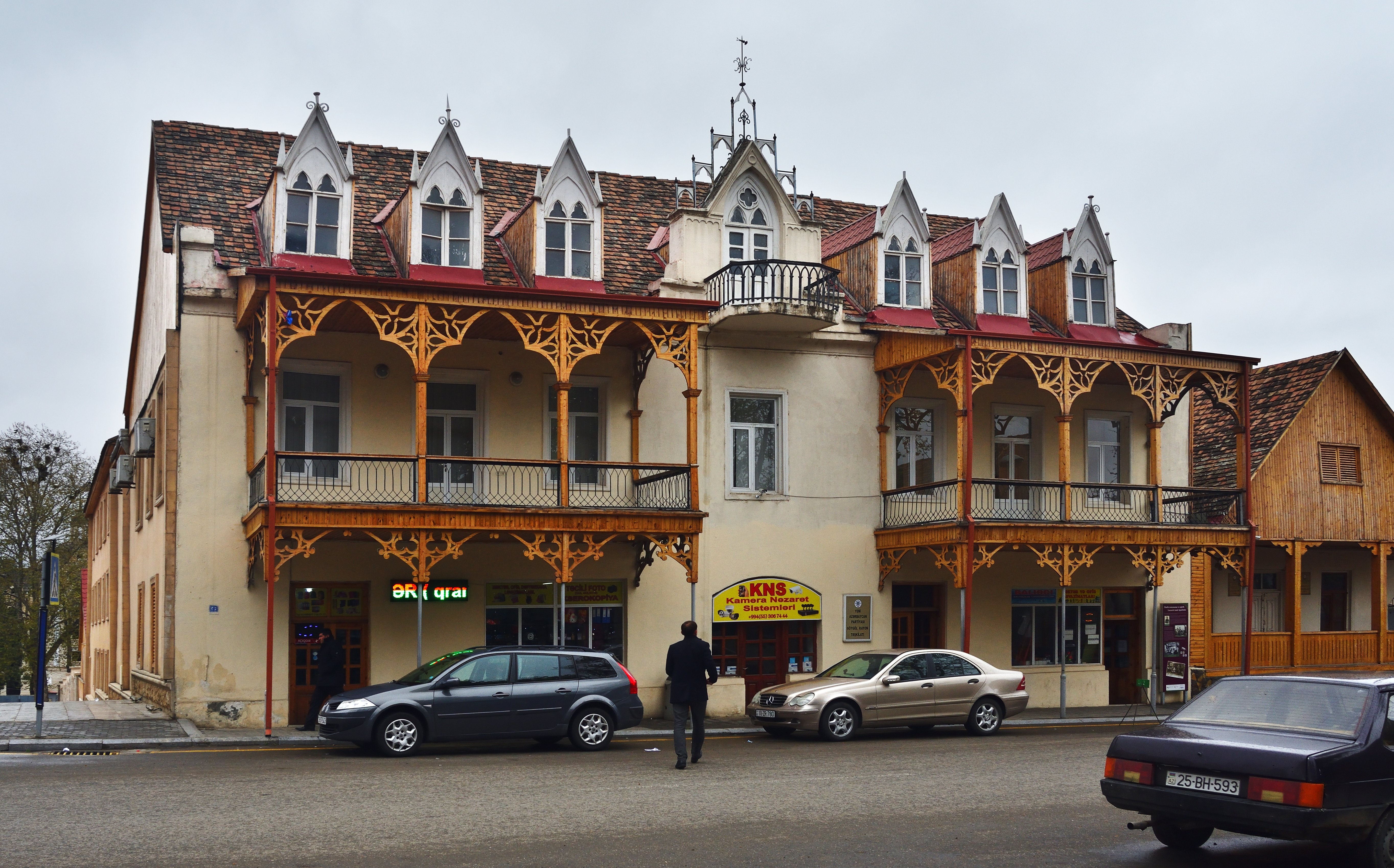
Dům na ulici Heydara Alijeva (2019)